# Lekkoatletyka na Letnich Igrzyskach Olimpijskich 1908 – skok o tyczce mężczyzn
Skok o tyczce był jedną z konkurencji lekkoatletycznych na Letnich Igrzyskach Olimpijskich 1908 w Londynie odbyła się w dniach 24 lipca 1908. Uczestniczyło 15 zawodników z 7 krajów.

## Rekordy
Rekordy świata i olimpijskie przed rozegraniem konkurencji.
| Rekord świata     | 3,90 m (*) | Walter Dray    | Danbury (USA)     | 13 czerwca 1908 |
| Rekord olimpijski | 3,50 m     | Charles Dvorak | Saint Louis (USA) | 3 września 1904 |

(*) - nieoficjalny

## Wyniki
| Miejsce | Zawodnik               | Państwo           | Wynik  |
| ------- | ---------------------- | ----------------- | ------ |
| 1       | Edward Cook            | Stany Zjednoczone | 3,71 m |
| 1       | Alfred Carlton Gilbert | Stany Zjednoczone | 3,71 m |
| 3       | Edward Archibald       | Kanada            | 3,58 m |
| 3       | Clare Jacobs           | Stany Zjednoczone | 3,58 m |
| 3       | Bruno Söderström       | Szwecja           | 3,58 m |
| 6       | Jeorjos Banikas        | Grecja            | 3,50 m |
| 6       | Sam Bellah             | Stany Zjednoczone | 3,50 m |
| 8       | Kálmán Szathmáry       | Węgry             | 3,35 m |
| 9       | Stefanos Kunturiotis   | Grecja            | 3,25 m |
| 10      | Robert Pascarel        | Francja           | 3,20 m |
| 10      | Carl Silfverstrand     | Szwecja           | 3,20 m |
| 12      | Thomas Jackson         | Stany Zjednoczone | 3,05 m |
| 12      | Gaston Koëger          | Francja           | 3,05 m |
| 14      | Coen van Veenhuijsen   | Holandia          | 2,89 m |
| 15      | Bram Evers             | Holandia          | 2,82 m |